# Alois Jung
Alois Jung (* 28. Dezember 1946 in Ulrichsberg) ist ein österreichischer Jurist. Er war von 2005 bis 2012 Präsident des Oberlandesgerichts Linz.

## Leben
Alois Jung wurde 1946 in der oberösterreichischen Gemeinde Ulrichsberg im Bezirk Rohrbach geboren. Seine Eltern betrieben dort ein Gasthaus und eine kleide Spedition. Nach seiner Schulzeit am Stiftsgymnasium Wilhering studierte er Rechtswissenschaften an der Universität Wien. Nach seinem Gerichtsjahr am Bezirksgericht Aigen-Schlägl war er drei Jahre in Freistadt und Unterweißenbach als Bezirksrichter tätig. Es folgten viele Jahre am Landesgericht und später der Staatsanwaltschaft Linz. 1993 wurde Jung Richter am Oberlandesgericht Linz, wo er ab 1997 die Funktion des Vizepräsidenten bekleidete, bis er 2005 das Amt des Präsidenten von seinem Vorgänger Helmut Hubner übernahm, das er bis 2012 innehatte.
Während seiner Amtszeit setzte sich Jung immer wieder für die Zusammenlegung von Bezirksgerichten ein.
2013 wurde ihm das Goldene Ehrenzeichen des Landes Oberösterreich verliehen.